# The Past Hundred Moons - Dream Mixes III
The Past Hundred Moons - Dream Mixes III, también conocido como DM3 o Dream Mixes Three, es el trigésimo primer álbum de estudio del grupo alemán de música electrónica Tangerine Dream.
Publicado en 2001 por el sello TDI es el tercero de la serie de álbumes Dream Mixes, tras The Dream Mixes (1995) y TimeSquare: Dream Mixes II (1997), que reinterpreta en clave de música dance canciones previas de su catálogo. En esta ocasión están presentes elementos próximos a la música música techno, breakbeat y drum and bass. Destaca también por la inclusión de canciones, con nombres diferentes de los originales, compuestas a finales de los años 70 y principios de los años 80 cuando formaban parte del grupo músicos como Peter Baumann, Christopher Franke o Johannes Schmoelling.

## Producción
A pesar de los planes iniciales de publicar el álbum a finales del año 2000 no sería hasta mayo de 2001 cuando The Past Hundred Moons - Dream Mixes III fue editado. La serie Dream Mixes, impulsada por Jerome Froese, habitualmente presenta versiones en clave dance de temas previos del grupo pero raramente hasta entonces se centraron en canciones de finales de los años 70 y principios de los años 80. También, a diferencia del anterior álbum de la serie que incluía mayoritariamente nuevas canciones y alguna remezcla puntual, en esta ocasión sólo el tema «Blue Spears» es enteramente nuevo. Dos de los temas, «Astrophobia» de Mars Polaris (1999) y «Meng Tian» de Great Wall Of China (1999), figuran con ese título en sus álbumes originales cuando Tangerine Dream estaba conformado por Edgar Froese y Jerome Froese. 

"(The Past Hundred Moons - Dream Mixes III presenta) una mezcla más versátil que nunca. No solo canciones recientes sino también clásicos de todos los tiempos de años anteriores además de alguna sorpresa. A todas ellas se les da "tratamiento del club". En lugar de simplemente agregar nuevos ritmos o capas sonoras, las composiciones originales se usaron como punto de partida para la creatividad, creando algo nuevo en lugar de una variación de lo antiguo."
Eastgate Music Shop (2001) 

Los otros seis temas son remezclas de temas con cambio de títulos cuando formaban parte del grupo, además de Edgar Froese, Christopher Franke, Peter Baumann y Johannes Schmoelling. Sin embargo no se menciona en los libretos el origen de las canciones ni sus compositores iniciales. «Prime Time» se basa en la canción, originalmente compuesta en 1981, «Silver Scale» incluida en el álbum Tangents (1994); «Stereolight» es una remezcla de los temas «Desert Dream» y «Monolight» del álbum en vivo Encore (1977); «Diamonds And Dust» es una remezcla de la canción «Diamond Diary» de la banda sonora de la película Thief (1981); «Girl On The Stairs» es una remezcla de uno de los temas presentes en la banda sonora Das Mädchen auf der Treppe (1982); «The Spirit Of The Czar» se incluyó originalmente en uno de los temas del álbum en vivo Poland (1984); finalmente «The Comfort Zone» es una remezcla de la canción «Logos Red» del álbum en vivo Logos Live (1982).

## Lista de temas
| N.º   | Título | Escritor(es)                                          | Duración |  |
| 1.    | «Prime Time» (Basada en la canción «Silver Scale» del álbum Tangents)                                                  | Edgar Froese Christopher Franke Johannes Schmoelling  | 10:21    |  |
| 2.    | «Astrophobia (Red Supernova Mix)» (Incluida en el álbum Mars Polaris)                                                  | Edgar Froese Jerome Froese                            | 8:25     |  |
| 3.    | «Stereolight» (Basada en las canciones «Desert Dream» y «Monolight» del álbum en vivo Encore)                          | Christopher Franke Edgar Froese Peter Baumann         | 8:08     |  |
| 4.    | «Diamonds And Dust» (Basada en la canción «Diamond Diary» de la banda sonora Thief)                                    | Edgar Froese Christopher Franke Johannes Schmoelling  | 9:05     |  |
| 5.    | «Blue Spears» | Edgar Froese Jerome Froese                            | 8:44     |  |
| 6.    | «Meng Tian (Smart Machine Remix)» (Incluida en la banda sonora Great Wall Of China)                                    | Edgar Froese Jerome Froese                            | 7:59     |  |
| 7.    | «Girl On The Stairs» (Basada en la canción «Das Mädchen Auf Der Treppe» de la banda sonora Das Mädchen Auf Der Treppe) | Edgar Froese Johannes Schmoelling Christopher Franke  | 6:54     |  |
| 8.    | «The Spirit Of The Czar» (Basada en la canción «Poland» del álbum Poland)                                              | Edgar Froese Christopher Franke Johannes Schmoelling  | 7:32     |  |
| 9.    | «The Comfort Zone» (Basada en la canción «Logos Red» del álbum en vivo Logos Live)                                     | Christopher Franke Johannes Schmoelling Edgar Froese. | 8:50     |  |
| 75:58 | |                                                       |          |  |

## Personal
- Edgar Froese - composición, interpretación y producción
- Jerome Froese - composición, interpretación, ingeniería de sonido y masterización
- Christopher Franke - composición
- Peter Baumann - composición
- Johannes Schmoelling - composición